# Chaczkar w Elblągu
Chaczkar w Elblągu – ormiańska kamienna stela ustawiona w 2005 roku przed kościołem Miłosierdzia Bożego w Elblągu.

## Historia
Chaczkar wykonał mieszkający w Erywaniu rzeźbiarz Robert Howsepian. Został przez polskich Ormian z Kielc przywieziony do Polski. Po ustawieniu przed kościołem został poświęcony 30 października 2005 roku przez biskupa Jana Styrnę i duszpasterza Ormian ks. Artura Awdaliana. W uroczystości wzięli udział Ormianie mieszkający w Elblągu, przedstawiciele Ormian z Gdańska, Gdyni, Kartuz, Pruszcza Gdańskiego, Warszawy, Gliwic, Krakowa, Królewca oraz przedstawiciele władz Elbląga. Z Armenii przyjechali: prezes Związku Polaków w Armenii „Polonia” Ałła Kuźmińska, deputowany ormiańskiego Zgromadzenia Narodowego Agasi Arszakian, Suren Czachmachczjan oraz wykonawca chaczkaru Robert Howsepian.
Chaczkar został postawiony na pamiątkę 95. rocznicy ludobójstwa Ormian w 1915 roku, 1600. rocznicy powstania ormiańskiego alfabetu i dla upamiętnienia przyjaźni polsko-ormiańskiej. W Dniu Pamięci Ludobójstwa Ormianie mieszkający w Elblągu spotykają się przy krzyżu, aby oddać hołd poległym.

## Opis
Chaczkar został wykonany z armeńskiego tufu wulkanicznego i ma typowe cechy, w tym misternie rzeźbioną tzw. plecionkę, charakterystyczną dla pomników, które powstają na terenie Armenii. Waży 500 kg.